# Ronde van de Gila (mannen)
De Ronde van de Gila (Engels: Tour of the Gila) is een meerdaagse wielerwedstrijd voor zowel mannen als vrouwen in de Amerikaanse staat New Mexico.

## Geschiedenis
Van 1987 tot 2011 was de mannenkoers een nationale wedstrijd, in 2012 kreeg het de internationale UCI 2.2 classificatie. Tijdens de editie in 2017 kwam de 21-jarige Chad Young hard ten val. Hij overleed de volgende dag aan zijn verwondingen. In 2020 en 2021 werden de koersen vanwege de coronapandemie niet verreden.

## Meervoudige winnaars
| Overwinningen | Renner             | Jaren            |
| ------------- | ------------------ | ---------------- |
| 3             | Burke Swindlehurst | 1996, 1998, 2005 |
| 2             | Björn Bäckmann     | 1990, 1991       |
| 2             | Scott Moninger     | 2001, 2004       |
| 2             | Levi Leipheimer    | 2009, 2010       |
| 2             | Rob Britton        | 2015, 2018       |

## Overwinningen per land
| Overwinningen | Land             |
| ------------- | ---------------- |
| 24            | Verenigde Staten |
| 4             | Canada           |
| 3             | Australië        |
| 2             | Colombia, Zweden |
| 1             | Ierland, Spanje  |

2005 · 
2006 · 
2007 · 
2008 · 
2009 · 
2010 · 
2011 · 
2012 · 
2013 ·
2014 ·
2015 ·
2016 ·
2017 · 
2018 ·
2019 ·
2020 ·
2021 ·
2022 ·
2023 ·
2024 ·
2025
Belangrijkste wedstrijden

Ronde van San Luis · Ronde van Californië · Ronde van Utah · USA Pro Challenge · Ronde van Alberta